# Miss Mondo 1965
Miss Mondo 1965, la quindicesima edizione di Miss Mondo, si è tenuta il 19 novembre 1965, presso il Lyceum Theatre di Londra. Il concorso è stato presentato da Michael Aspel. Lesley Langley, rappresentante del Regno Unito è stata incoronata Miss Mondo 1965.

## Risultati
| Risultato finale | Concorrente |
| ---------------- | --- |
| Miss Mondo 1965  | - Regno Unito - Lesley Langley |
| 2ª classificata  | - Stati Uniti - Dianna Lynn Batts |
| 3ª classificata  | - Irlanda - Gladys Anne Waller |
| 4ª classificata  | - Austria - Ingrid Kopetzky |
| 5ª classificata  | - Tahiti - Marie Tapare |
| Top 7            | - Canada - Carol Ann Tidey - Rhodesia - Lesley Bunting |
| Top 16           | - Corea del Sud - Lee Eun-ah - Costa Rica - Marta Eugenia Escalante Fernández - Danimarca - Yvonne Hanne Ekman - Finlandia - Raija Marja-Liisa Salminen - Francia - Christiane Sibellin - Germania - Karin Schütze - Giappone - Yuko Oguchi - Nuova Zelanda - Gay Lorraine Phelps - Svezia - Britt-Marie Lindblad |

## Concorrenti
- Argentina - Lidia Alcira Diaz
- Australia - Jan Rennison
- Austria - Ingrid Kopetzky
- Belgio - Lucy Emilie Nossent
- Bolivia - Gabriela Cornel Kempff
- Brasile - Berenice Lunardi
- Canada - Carol Ann Tidey
- Ceylon - Shirlene Minerva de Silva
- Cipro - Krystalia Psara
- Colombia - Nubia Angelina Bustillo Gallo
- Corea del Sud - Lee Eun-ah
- Costa Rica - Marta Eugenia Escalante Fernández
- Danimarca - Yvonne Hanne Ekman
- Ecuador - Corine Mirguett Corral
- Finlandia - Raija Marja-Liisa Salminen
- Francia - Christiane Sibellin
- Gambia - Ndey Jagne
- Germania - Karin Schütze
- Giamaica - Carol Joan McFarlane
- Giappone - Yuko Oguchi
- Gibilterra - Rosemarie Viňales
- Giordania - Nyla Munir Haddad
- Grecia - Maria Geka
- Honduras - Edda Ines Mungula
- Irlanda - Gladys Anne Waller
- Islanda - Sigrun Vignisdóttir
- Israele - Shlomit Gat
- Italia - Guya Libraro
- Libano - Yolla George Harb
- Liberia - Melvilla Mardea Harris
- Lussemburgo - Marie-Anne Geisen
- Malaysia - Clara Eunice de Run
- Malta - Wilhelmina Mallia
- Marocco - Lucette Garcia
- Nuova Zelanda - Gay Lorraine Phelps
- Paesi Bassi - Janny de Knegt
- Perù - Lourdes Cárdenas Gilardi
- Regno Unito - Lesley Langley
- Rhodesia - Lesley Bunting
- Siria - Raymonde Doucco
- Stati Uniti - Dianna Lynn Batts
- Sudafrica - Carrol Adele Davis
- Suriname - Anita van Eyck
- Svezia - Britt Marie Lindblad
- Tahiti - Marie Tapare
- Tunisia - Zeineb Ben Lamine
- Uruguay - Raquel Luz Delgado
- Venezuela - Nancy Elizabeth González Aceituno